# Kitano-ura Cove
Kitano-ura Cove är en vik i Antarktis. Den ligger i Östantarktis. Norge gör anspråk på området.